# 골트베르크 변주곡

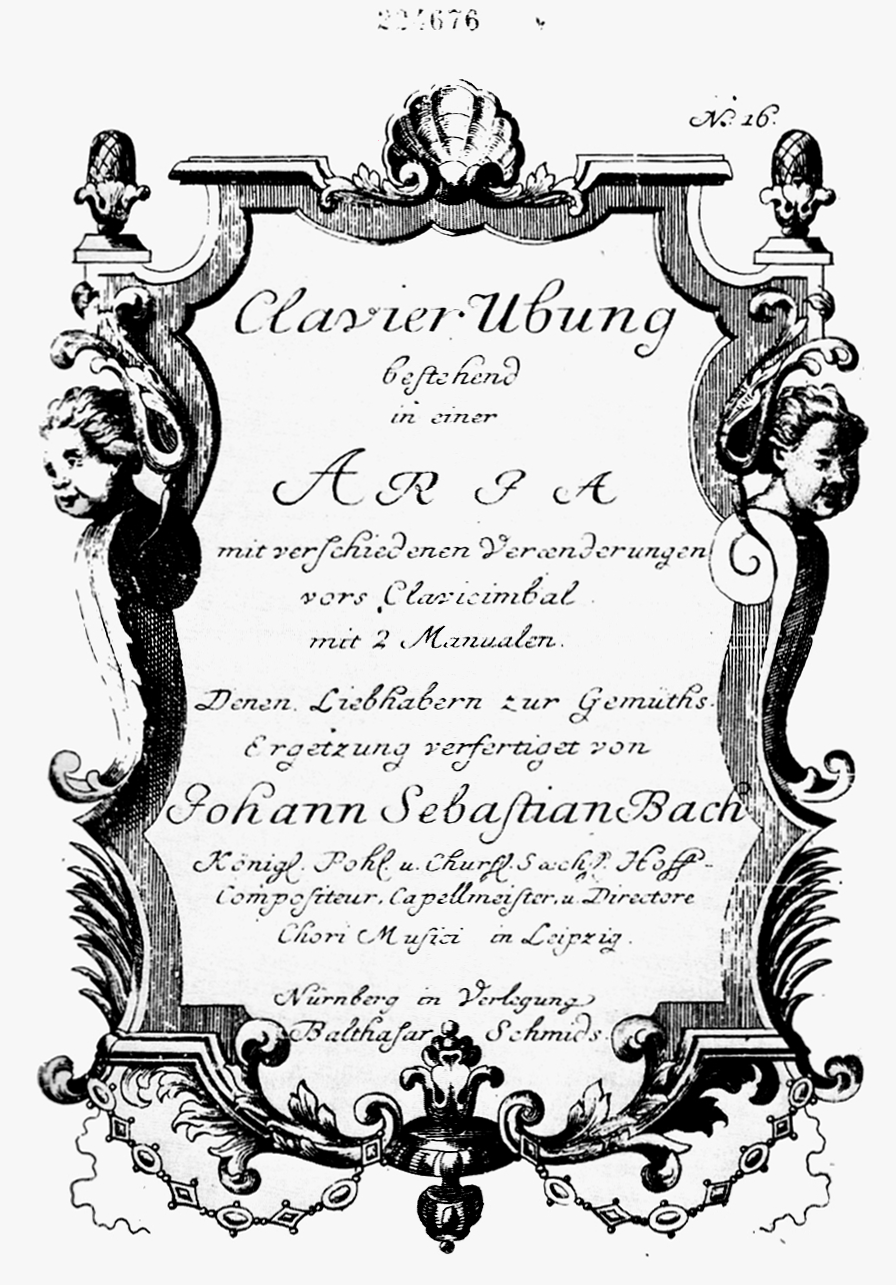
골트베르크 변주곡의 초판 표지

《골트베르크 변주곡》(독일어: Goldberg-Variationen), BWV 988은 요한 제바스티안 바흐가 작곡한 건반 악기를 위한 음악 작품으로, 하나의 주제곡 아리아와 30개의 변주곡으로 구성되어 있다. 1741년에 처음 출판되었으며, 이 작품의 최초 연주자였을 것으로 추정되는 요한 고틀리프 골트베르크의 이름을 따서 명명되었다.

## 작곡 배경
이 변주곡이 작곡된 경위는 요한 니콜라우스 포르켈이 쓴 바흐의 초기 전기에서 확인할 수 있다.
[이 작품은] 작센 선제후 궁정의 전 러시아 대사였던 카이제를링 백작의 제안 덕분에 탄생했다. 백작은 종종 라이프치히에 들렀는데, 골트베르크를 데리고 와서 바흐에게 음악 교육을 받게 했다. 백작은 자주 병을 앓았고 불면에 시달렸다. 그럴 때면 백작의 집에 살고 있던 골트베르크는 부속실에서 밤을 지새우며 백작의 불면증을 달래주어야 했다. ... 어느 날 백작이 바흐 앞에서 골트베르크를 위한 건반 악기 작품이 있었으면 좋겠다고 말했다. 부드럽고 어느 정도 활기찬 성격의 곡이어서 불면의 밤에 자신의 기분을 조금이나마 좋게 해줄 수 있는 그런 곡이었으면 했다. 바흐는 변주곡이 이러한 요구를 가장 잘 충족시킬 수 있다고 생각했다. 그는 그때까지 동일한 화성 진행의 반복 때문에 변주곡 작곡을 썩 내키지 않는 작업이라고 여겼었다. 하지만 당시 그의 모든 작품이 이미 예술의 전범이 되어 있었던 만큼, 이 변주곡들도 그의 손끝에서 그러한 작품이 되었다. 그러나 그는 이런 종류의 작품을 단 한 번만 작곡했다. 그 후로 백작은 이 곡들을 항상 '자신의 변주곡들'이라고 불렀다. 백작은 이 곡들을 절대 싫증내지 않았고, 오랫동안 불면의 밤이면 이렇게 말하곤 했다. "골트베르크, 내 변주곡 중 하나를 연주해 주게." 바흐는 아마도 다른 어떤 작품으로도 이 작품만큼의 보상을 받지 못했을 것이다. 백작은 그에게 100 루이도르가 담긴 금잔을 선물했다. 그럼에도 불구하고 이 선물이 천 배 더 컸다 하더라도, 이 변주곡들의 예술적 가치에는 미치지 못했을 것이다.
포르켈은 자신의 전기를 1802년, 즉 이 일이 있고 나서 60년 이상이 지난 후에 썼기 때문에 그 정확성에 의문이 제기되어 왔다. 표지에 헌정사가 없다는 점 역시 이 작품이 위촉되었다는 이야기의 신빙성을 떨어뜨린다. 출판 당시 골트베르크의 나이(14세)도 포르켈의 이야기를 의심하게 만드는 근거로 거론되어 왔지만, 골트베르크가 뛰어난 건반 연주자이자 초견 능력자였다는 점은 인정해야 한다. 윌리엄스 (2001)는 포르켈의 이야기가 전적으로 허구라고 주장한다.
아르놀트 셰링은 이 변주곡의 바탕이 된 아리아가 바흐의 작품이 아닐 수 있다고 제안했다. 그러나 크리스토프 볼프의 악보판 등 최근의 학술 문헌들은 그러한 의심의 근거가 없다고 보고 있다.

## 출판
바흐의 다른 작품들과는 달리, 《골트베르크 변주곡》은 1741년 바흐의 생전에 출판되었다. 출판을 맡은 이는 바흐의 친구이자 뉘른베르크의 출판업자였던 발타자르 슈미트였다. 슈미트는 활자를 사용하는 대신 동판 인쇄술을 이용해 이 작품을 인쇄했다. 따라서 초판의 악보는 슈미트 자신의 필체로 되어 있다.
위 그림에 보이는 표지의 독일어 내용은 다음과 같다.
| Clavier Ubung / bestehend / in einer ARIA / mit verschiedenen Verænderungen / vors Clavicimbal / mit 2 Manualen. / Denen Liebhabern zur Gemüths- / Ergetzung verfertiget von / Johann Sebastian Bach / Königl. Pohl. u. Churfl. Sæchs. Hoff- / Compositeur, Capellmeister, u. Directore / Chori Musici in Leipzig. / Nürnberg in Verlegung / Balthasar Schmids | 건반 연습곡, 두 개의 건반을 가진 쳄발로를 위한 아리아와 다양한 변주곡들로 구성됨. 감상자들의 심신 상쾌를 위해 작곡됨. 작곡: 폴란드 왕실 궁정 및 작센 선제후 궁정의 작곡가이자 라이프치히의 카펠마이스터 겸 합창 음악 감독 요한 제바스티안 바흐. 뉘른베르크, 발타자르 슈미트 출판사. |

"클라비어 우붕"(Clavier Ubung, 현대식 철자로는 "클라피뤼붕"Klavierübung)이라는 용어는 바흐가 이전의 건반 악기 작품들에도 붙였던 명칭이다. 클라피뤼붕 제1부는 여섯 개의 파르티타, 제2부는 《이탈리아 협주곡》과 《프랑스 서곡》, 제3부는 내림마장조의 전주곡과 푸가를 양 끝으로 하는 일련의 오르간 코랄 전주곡들이었다. 바흐는 자신의 변주곡에도 "클라피뤼붕"이라는 명칭을 붙였으나, 이를 특별히 이 연작의 제4부로 지정하지는 않았다.
초판본은 현재 19부가 남아있다. 이 중 가장 귀한 것은 한덱셈플라어(출판된 악보의 바흐 개인 소장본)로, 1974년 프랑스의 음악학자 올리비에 알랭이 스트라스부르에서 발견했으며 현재는 파리의 프랑스 국립도서관에 보관되어 있다. 이 악보에는 작곡가가 직접 교정한 부분들과 골트베르크 주제에 기초한 14개의 카논이라는 형태로 추가된 음악이 포함되어 있다. 자필 악보가 현존하지 않기 때문에, 이 19부의 인쇄본이 바흐의 의도를 재구성하려는 현대 편집자들이 참고할 수 있는 사실상 유일한 자료이다. 아리아만 필사한 악보가 1725년의 《안나 막달레나를 위한 음악수첩》에서 발견된다. 크리스토프 볼프는 필체를 근거로 안나 막달레나가 1740년경 자필 악보에서 이 아리아를 필사했을 것이라고 제안한다. 이 아리아는 이전까지 비어 있던 두 페이지에 기록되어 있다.

## 연주 악기
표지에서 바흐는 이 작품이 쳄발로를 위한 것이라고 명시했다. 오늘날에도 쳄발로로 널리 연주되고 있지만, 피아노로 연주되는 경우도 매우 많다(아래의 음반 목록 참조). 바흐 시대에는 피아노가 흔치 않았으며, 바흐가 이 변주곡들을 피아노로 연주하는 것을 승인했거나 반대했다는 어떤 징후도 없다.
더 정확히 말하자면, 바흐가 명시한 것은 두 개의 건반을 가진 쳄발로였으며, 악보에는 어떤 변주곡들을 양손을 각각 다른 건반에 놓고 연주해야 하는지 표시되어 있다. 제8번, 11번, 13번, 14번, 17번, 20번, 23번, 25번, 26번, 27번, 28번 변주곡은 두 개의 건반을 사용하도록 지정되어 있고, 제5번, 7번, 29번 변주곡은 한 개 또는 두 개의 건반으로 연주할 수 있다고 명시되어 있다. 더 어렵기는 하지만, 이 작품은 한 개의 건반을 가진 쳄발로나 피아노로도 연주가 가능하다.

## 형식
작품의 시작 부분에서 아리아가 제시된 후 30개의 변주가 이어진다. 이 변주들은 아리아의 선율을 따르지 않고 그 대신 베이스 라인과 코드 진행을 사용한다. 쳄발로 연주자이자 음악학자인 랄프 커크패트릭은 자신의 연주용 악보에서 베이스 라인을 다음과 같이 표기했다.
음표 위의 숫자들은 통주저음 체계에서 지정된 화음을 나타낸다. 숫자들이 쉼표로 구분되어 있는 경우, 서로 다른 변주에서 취해진 다른 선택지들을 나타낸다.
30개의 변주 중 매 세 번째 변주는 점차 상행하는 형태를 보이는 카논이다. 따라서 제3번 변주는 유니슨 카논이고, 제6번 변주는 2도 카논(두 번째 성부가 첫 번째 성부보다 2도 위에서 시작한다), 제9번 변주는 3도 카논이며, 이런 식으로 제27번의 9도 카논까지 이어진다. 마지막 변주는 예상되는 10도 카논 대신 아래에서 설명할 코틀리벳이다.
커크패트릭이 지적했듯이, 카논들 사이에 있는 변주들도 일정한 패턴으로 배열되어 있다. 작품의 시작과 끝 부분(구체적으로는 아리아, 처음 두 개의 변주, 코틀리벳, 그리고 다 카포 아리아)을 제외하면, 나머지 부분은 다음과 같이 구성되어 있다. 각 카논 직후에 오는 변주들은 다양한 유형의 장르 작품들로, 그중에는 세 개의 바로크 춤곡(제4번, 7번, 19번), 푸게타(제10번), 프랑스 서곡(제16번), 오른손을 위한 두 개의 화려한 아리아(제13번, 25번) 등이 있다. 각 카논 이후 두 번째에 위치한 변주들(제5번, 8번, 11번, 14번, 17번, 20번, 23번, 26번, 29번)은 커크패트릭이 "아라베스크"라고 부르는 것들이다. 이것들은 손을 교차시키는 동작이 많이 들어가는 빠른 템포의 변주들이다. 이 3부 패턴—카논, 장르 작품, 아라베스크—은 코틀리벳이 이 순환을 깨기 전까지 총 아홉 번 반복된다.
제15번, 21번, 25번 변주는 사단조이고 나머지 모든 변주는 사장조이다.
30개의 변주가 끝난 후 바흐는 '아리아 다 카포 에 피네'(Aria da Capo e fine)라고 썼는데, 이는 연주자가 처음으로 돌아가서("다 카포") 아리아를 다시 연주한 후 끝내라는 의미이다.

### 아리아
아리아는 3
4 박자의 사라반드로, 매우 화려하게 장식된 선율이 특징이다.
프랑스식 꾸밈음 스타일은 이 꾸밈음들이 선율의 일부로 여겨져야 함을 시사한다. 하지만 일부 연주자들(예를 들어 피아노의 빌헬름 켐프)은 꾸밈음의 일부 또는 전부를 생략하고 장식되지 않은 상태로 아리아를 연주한다.
윌리엄스는 이것이 주제가 아니라 실제로는 첫 번째 변주라고 보는데, 이는 이 작품을 진정한 의미의 변주곡 형식이 아닌 샤콘으로 보는 관점을 강조하는 견해이다.

## 골트베르크 주제에 의한 카논들, BWV 1087

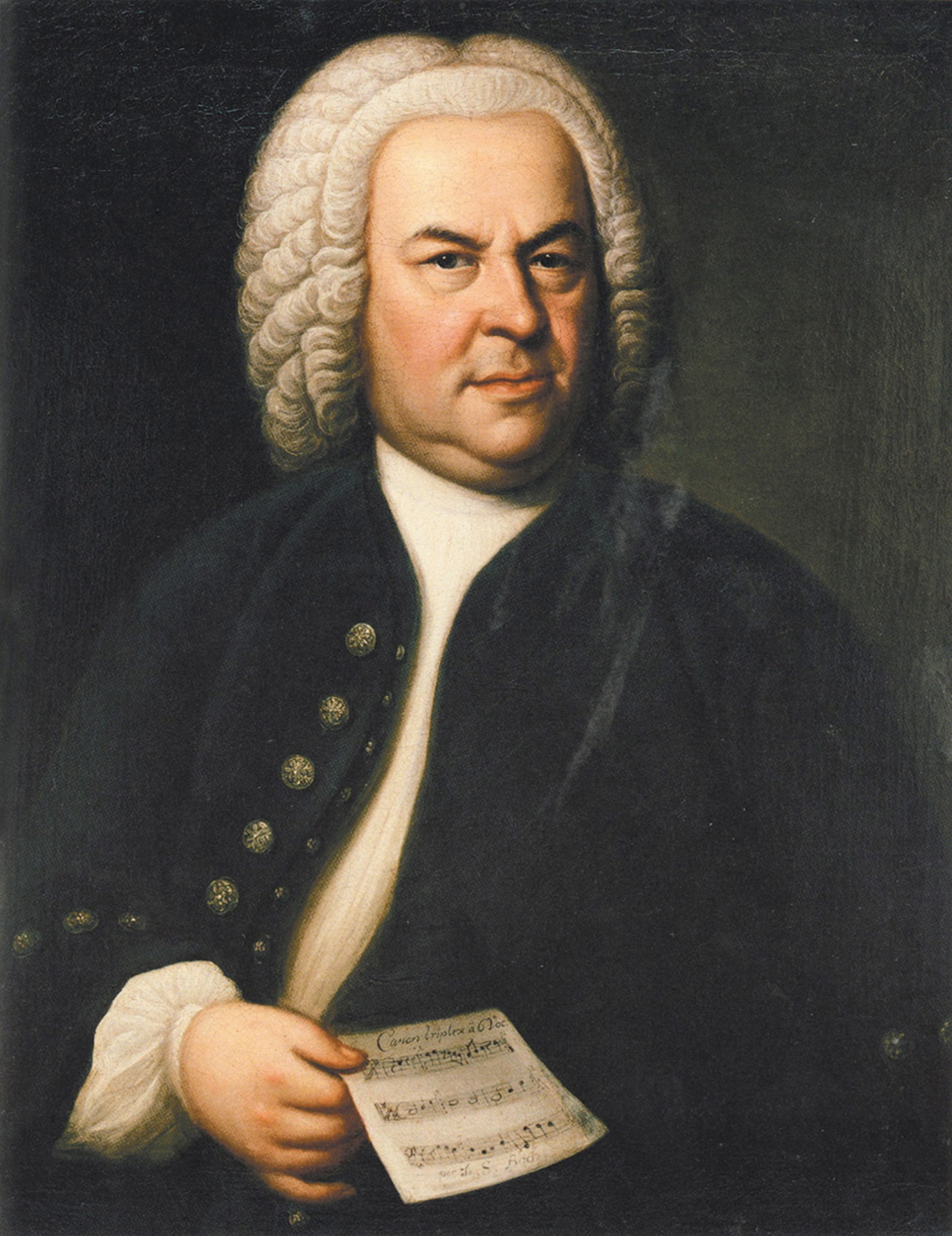
하우스만이 그린 바흐의 초상화에는 바흐가 BWV 1076의 악보를 들고 있는 모습이 묘사되어 있는데, 이는 골트베르크 카논 연작 중 제13번 카논이기도 하다.

1974년에 《골트베르크 변주곡》의 인쇄본 중 바흐의 개인 소장본이 발견되었을 때(위 참조), 아리아의 첫 여덟 개 베이스 음을 바탕으로 작곡된 14개의 카논으로 이루어진 부록이 포함되어 있었다. 14라는 숫자는 작곡가 이름의 글자별 순서값을 가리키는 것으로 추정된다. B(2) + A(1) + C(3) + H(8) = 14. 이 카논들 중에서 제11번과 제13번은 BWV 1077과 BWV 1076의 초기 버전이다. 후자는 1746년 엘리아스 고틀로프 하우스만이 그린 유명한 바흐의 초상화에 포함되어 있다.

## 악보 출판본
- 랄프 커크패트릭. 뉴욕/런던: G. 시르머, 1938. 편집자의 상세한 서문과 원본 표지의 영인본이 포함되어 있다.
- 한스 비쇼프. 뉴욕: 에드윈 F. 칼무스, 1947(편집 작업은 19세기에 이루어졌음). 편집자가 덧붙인 해석적 표시들이 포함되어 있으나, 이것이 편집자의 것이라는 표시는 되어 있지 않다.
- 크리스토프 볼프. 빈: 비너 우어텍스트 에디션, 1996. 작곡가가 직접 수정한 원본이 발견됨(1975)에 따른 새로운 연구 결과를 반영한 원전판. 쳄발로 연주자 위게트 드레퓌스의 운지법 제안과 해석에 관한 주석이 포함되어 있다.
- 라인하르트 뵈스. 뮌헨: 에디션 텍스트+크리티크, 1996. 《J. S. 바흐의 여러 카논들...》(BWV 1087). ISBN 3-88377-523-1 BWV 1087의 카논들만을 수록한 악보. 편집자는 14개 카논 모두의 완전한 구성을 제안하고 있다.

- 베르너 슈베어, 2012. 《골트베르크 변주곡》, 오픈 골트베르크 변주곡 프로젝트를 위해 제작되어 퍼블릭 도메인으로 공개된 뮤즈스코어 에디션. 뮤즈스코어닷컴에서 온라인으로 이용 가능하다.

### 참고문헌
- 윌리엄스, 피터 (2001). 《Bach: The Goldberg Variations》. Cambridge: Cambridge University Press. ISBN 0-521-00193-5.
- Gould, Glenn and Page, Tim (2002). A State of Wonder, disc 3. Sony.
- Kirkpatrick, Ralph (1938). 《J.S. Bach, The Goldberg Variations, Piano or Harpsichord》. Schirmer's Library of Musical Classics 1980. New York City: G. Schirmer, Inc. ISBN 978-0-7935-2245-3.
- Schulenberg, David (2006). 《The Keyboard Music of J. S. Bach》. New York and Oxford: Routledge. 369–388쪽. ISBN 0-415-97400-3.
- Wolff, Christoph (Summer 1976). “Bach's Handexemplar of the Goldberg Variations: A New Source”. 《Journal of the American Musicological Society》 29 (2): 224–241. doi:10.2307/831018. JSTOR 831018.

## 더 읽어보기
- Forkel, Johann Nikolaus (1802). Über Johann Sebastian Bachs Leben, Kunst, und Kunstwerke ("On Johann Sebastian Bach's Life, Art and Work"). A recent reprint is by Henschel Verlag, Berlin, 2000; ISBN 3-89487-352-3. An English translation was published by Da Capo Press in 1970.
- Niemüller, Heinz Hermann (1985). "Polonaise und Quodlibet: Der innere Kosmos der Goldberg-Variationen" in Johann Sebastian Bach: Goldberg Variationen, Musik-Konzepte 42 (Kassel: Bärenreiter), pp. 3–28, esp. 22–26.
- Schiassi, Germana (2007). Johann Sebastian Bach. Le Variazioni Goldberg. Bologna: Albisani Editore. ISBN 978-88-95803-00-5.
- Fiore, Carlo (2009). Bach Goldberg Beethoven Diabelli. Palermo: L'Epos. ISBN 978-8883023996.
- Velikovskiy, Alexander (2021). Goldberg Variations by J.S. Bach. Saint Petersburg: Planeta Musiki ISBN 978-5-8114-6876-8. [in Russian]
- Kennicott, Philip, Counterpoint: a Memoir of Bach and Mourning, WW Norton & Company, New York, 2020, ISBN 978-0-393-86838-8